# Captain Macklin
Pour plus de détails, voir Fiche technique et Distribution.
Captain Macklin est un film muet de John B. O'Brien, sorti en 1915.

## Synopsis
Exclu de West Point pour une infraction mineure, Royal Macklin, le dernier descendant d'une famille de soldats, décide de faire ses preuves. Laissant derrière lui sa cousine Béatrice, dont le père a rompu leurs fiançailles, Macklin voyage en Amérique Centrale et rejoint le Général Laguerre à la Légion étrangère. Laguerre le fait capitaine en souvenir du grand-père de Macklin.
Après que le président révolutionnaire Alvarez a confisqué leurs biens, la jeune femme et son père sont arrêtés lorsqu'ils arrivent pour en connaître la cause. Le père arrive à s'échapper et à prévenir le quartier général de Laguerre. Macklin conduit l'attaque, rend le pouvoir au Général Garcia qui avait été déposé par Alvarez, et sauve Béatrice. Le père leur permet alors de se marier.

## Fiche technique
- Titre original : Captain Macklin
- Réalisation : John B. O'Brien, assisté d'Erich von Stroheim (non crédité)
- Scénario : Russell E. Smith, d'après le roman Captain Macklin: His Memoirs de Richard Harding Davis
- Photographie : Harry B. Harris
- Société de production : Majestic Motion Picture Company
- Société de distribution : Mutual Film Corporation
- Pays de production :  États-Unis
- Langue : anglais
- Format : Noir et blanc - 35 mm - 1,37:1 -  Muet
- Genre : drame
- Durée : 4 bobines
- Date de sortie : USA : 22 avril 1915

## Distribution
- Jack Conway : Capitaine Macklin
- Lillian Gish : Béatrice
- Spottiswoode Aitken : Général Laquerre
- William Lowery : Heinz
- Dark Cloud : Général Garcia
- Erich von Stroheim : Officier à cheval (non crédité)